# Phenacogaster
Az Acestrocephalus a sugarasúszójú halak (Actinopterygii) osztályába, a pontylazacalakúak (Characiformes) rendjébe a pontylazacfélék (Characidae) családjába tartozó nem.

## Rendszerezés
A nembe az alábbi 10 faj tartozik:
- Phenacogaster beni
- Phenacogaster calverti
- Phenacogaster carteri
- Phenacogaster franciscoensis
- Phenacogaster jancupa
- Phenacogaster megalostictus
- Phenacogaster microstictus
- Phenacogaster pectinatus
- Phenacogaster suborbitalis
- Phenacogaster tegatus